# (100171) 1993 UJ8
(100171) 1993 UJ8 es un asteroide perteneciente al cinturón de asteroides, descubierto el 20 de octubre de 1993 por Eric Walter Elst desde el Observatorio de La Silla, Chile.